# Weiz
Weiz osztrák város, Stájerország Weizi járásának központja. 2018 januárjában 11627 lakosa volt.

## Elhelyezkedése

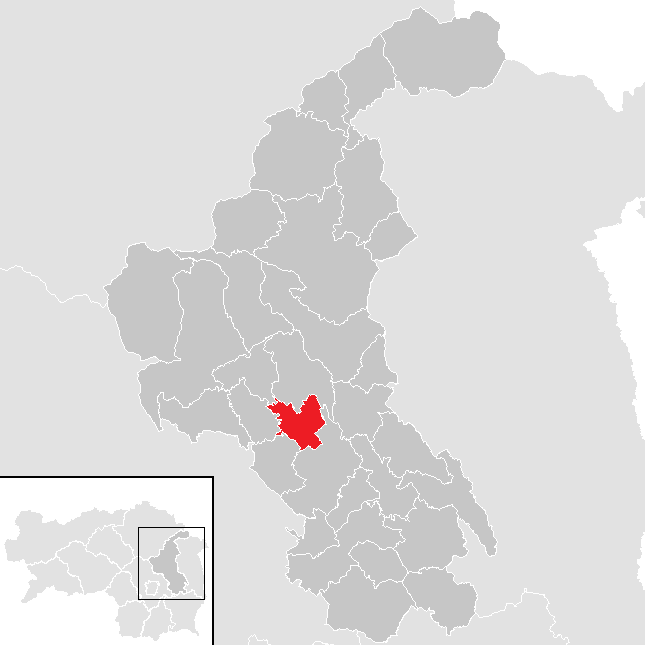
Weiz a Weizi járásban

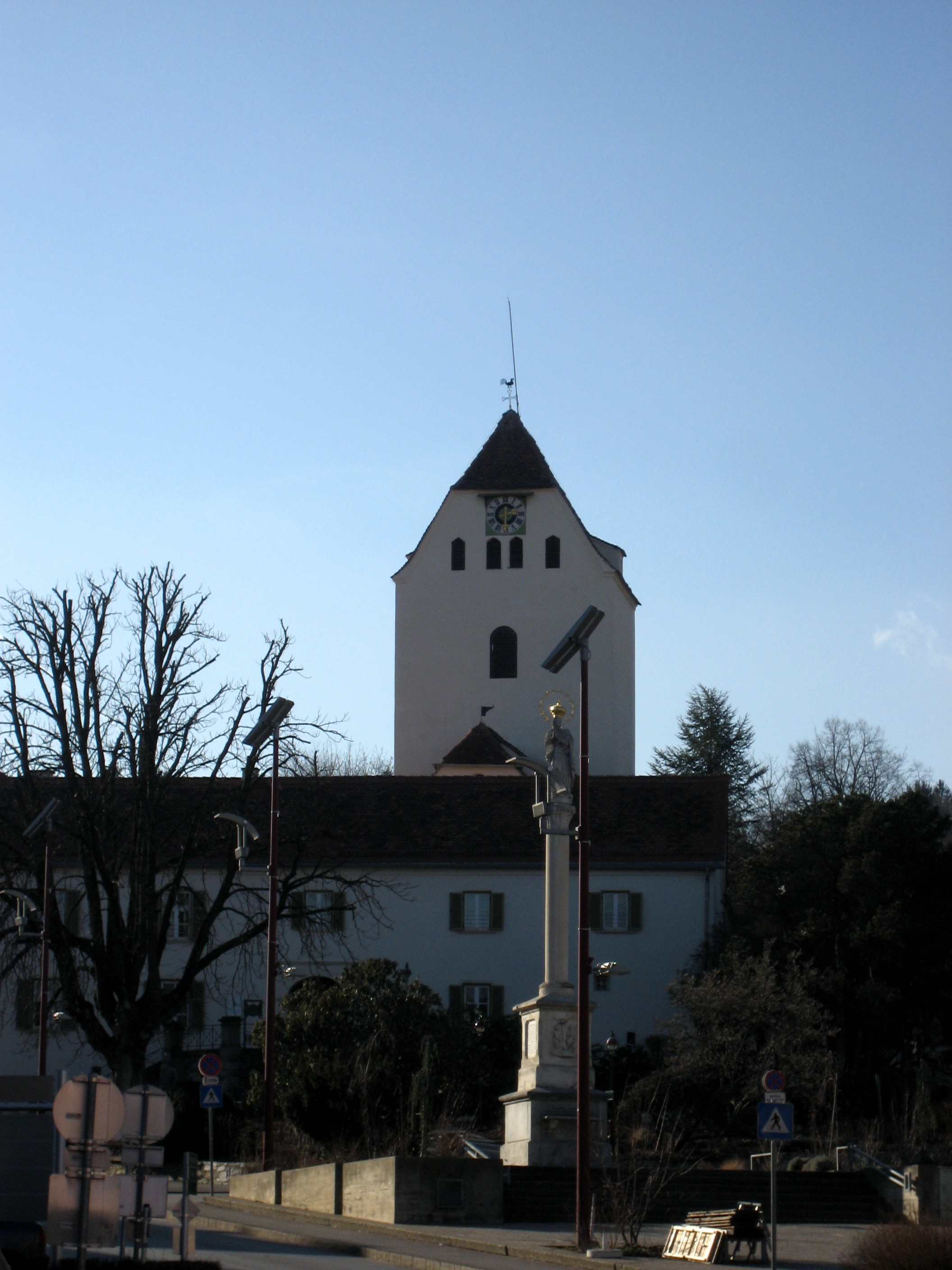
A Tabor-templom

Weiz a kelet-stájerországi régióban fekszik, a Weizbach (a Rába mellékfolyója) mentén, kb. 25 km-re északkeletre Graztól. Az önkormányzat 7 települést egyesít: Büchl (277 lakos 2018-ban), Farcha (97), Krottendorf (871), Nöstl (292), Preding (768), Regerstätten (101) és Weiz (9221).
A környező önkormányzatok: északra Thannhausen, délkeletre Sankt Ruprecht an der Raab, délnyugatra Mitterdorf an der Raab, nyugatra Mortantsch, északnyugatra Naas.

## Története
Weiz várát 1130 körül építette II. Liutolt von St. Dionysen-Waldstein. A vár 1147-ben szerepel először a dokumentumokban, uradalmához ekkor már egy malom és egy fogadó is tartozott. 1188-ban először szerepel egy oklevélben a Szt. Tamás-bazilika és Weiz ("Widis") település, amelyet feltehetően III. Liutold alapított 1173-ban, mint mezővárost. 1288-ban akkori tulajdonosa mind Weizet, mind Gutenberg várát 1200 ezüstmárkáért eladta a Stubenbergeknek; a város egészen 1848-ig a család birtokában maradt. Weiz első névről ismert tisztviselője az 1330-ban említett Rapot bíró. A mezőváros ekkor saját űrmértéket használt, a weizi mérőt (metz). 1435-ben már vashámor működött a településen. 1499-ben a város megszerezte Freienberg am Kulm falut, melynek jövedelmeit a templom javára fordították. 1556-ban a Szt. Tamás-templomot megerődítették (ún. Tabor-rá alakították), hogy támadás esetén a polgárok ide menekülhessenek.
1560-ban I. Ferdinánd császár címert adományozott Weiznek; a címer a erődtemplomot ábrázolta, amelyet azonban 1580 körül protestáns templommá alakítottak át. 1600-ban az ellenreformáció során a weizi polgárokat visszatérítették a katolikus egyházba és a templomot is újraszentelték.
1757-ben lerakták az új, barokk templom alapkövét a Weizbergen; az épületet 1776-ban szentelték fel. 1783-ban a város megvásárolta Radmannsdorf kastélyét a thannhauseni uradalomtól.
1850-ben megalakult a helyi önkormányzat és Weiz ekkor vált járási központtá. 1869-ben megnyílt a helyi takarékbank, 1872-ben tűzoltóegylet alakult. 1884-ben elkészült a mezővárostól északra fekvő Weiz-szurdokon átvezető út, amely fontos szállítási útvonalat nyitott meg. 1892-ben Franz Pichler Weizben építette meg a Monarchia első, 80 kW-ot kibocsátó, többfázisú vízierőművét. 1932-ben Weizet városi státuszra emelték.
A második világháborúban 1944. október 11-én bombatámadás érte a várost, amelynek 19 halálos áldozata volt. A háború végén előbb szovjet, majd 1945 júliusától brit katonák szállták meg Weizet.
A 2015-ös stájerországi közigazgatási reform során a szomszédos Krottendorf községet a városhoz csatolták.

## Lakosság
A város népességének változása:

| 2018 | 11 627 |

A weizi önkormányzat területén 2018 januárjában 11627 fő élt. A lakosságszám 1869 óta gyarapodó tendenciát mutat. 2015-ben a helybeliek 90,6%-a volt osztrák állampolgár; a külföldiek közül 1,2% a régi (2004 előtti), 5,2% az új EU-tagállamokból érkezett. 1,8% a volt Jugoszlávia (Szlovénia és Horvátország nélkül) vagy Törökország, 1,1% egyéb országok polgára. 2001-ben a lakosok 81,6%-a római katolikusnak, 3,3% evangélikusnak, 1,4% ortodoxnak, 2,2% mohamedánnak, 9,9% pedig pedig felekezeten kívülinek vallotta magát. Ugyanekkor 26 magyar élt a városban. A legnagyobb nemzetiségi csoportot a német mellett a horvátok alkották 1,1%-kal.

## Látnivalók

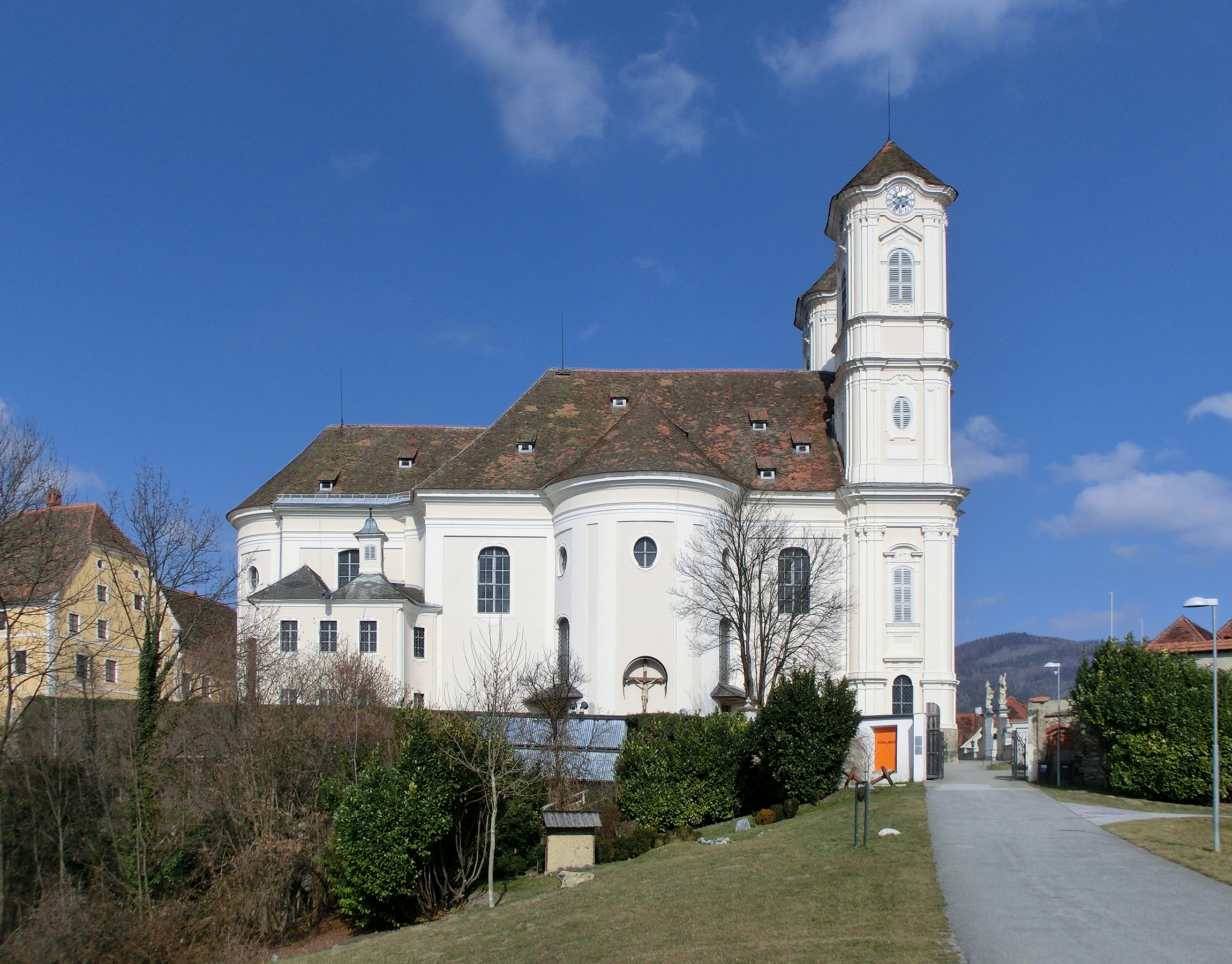
A weizbergi Szűz Mária-bazilika

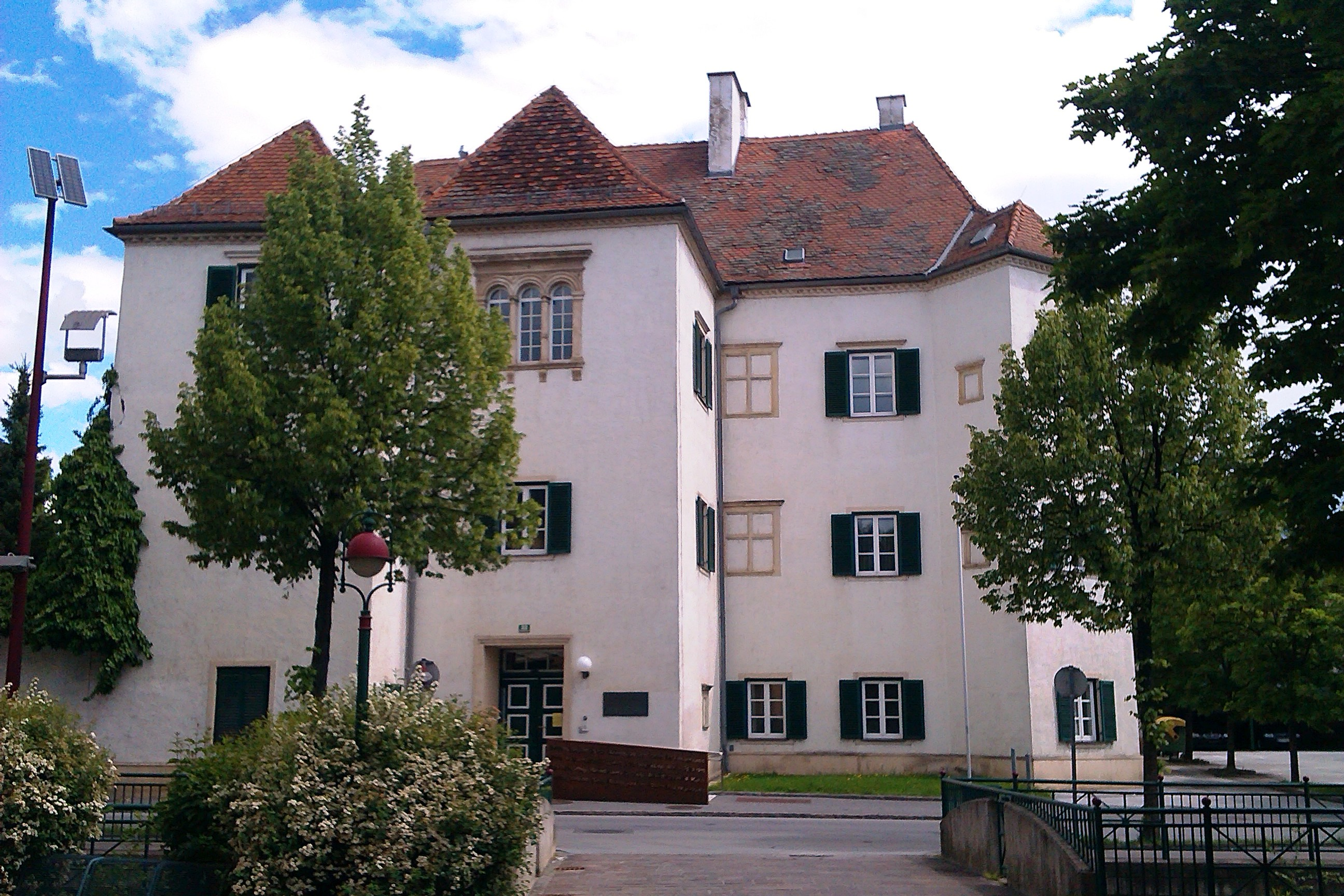
A Radmannsdorf-kastély

- a Canterburyi Szent Tamásnak szentelt Tabor-templom a 14. században épült, 1644-ben barokk stílusban kibővítették.
- A Weizbergen álló barokk Szűz Mária-bazilika egy 80 m magas dombon áll. A mai épületet 1757-ben kezdték építeni
- a modern Művészetek Háza (Kunsthaus Weiz) 2005-ben épült
- a 2001-es tartományi kiállításra készített, futurisztikus, napenergiával működő Gemini-ház.
- a Radmannsdorf-kastély 1550 körül épült reneszánsz stílusban. Ma a járásbíróság székhelye.
- a Feistritztalbahn keskenyvágányú nosztalgiavasút
- kovácsmúzeum
- helyi gasztronómiai különlegesség a mulbratl (három hétig fűszerekkel pácolt és bükkfán füstölt sertéskaraj) és a weizi almás trüffel (almapálinka ízesítésű csokoládégolyó)

## Testvértelepülések
- Ajka, Magyarország
- Offenburg, Németország
- Grodzisk Mazowiecki, Lengyelország

## Fordítás
- Ez a szócikk részben vagy egészben  a   Weiz című német Wikipédia-szócikk ezen változatának fordításán alapul.  Az eredeti cikk szerkesztőit annak laptörténete sorolja fel. Ez a jelzés csupán a megfogalmazás eredetét és a szerzői jogokat jelzi, nem szolgál a cikkben szereplő információk forrásmegjelöléseként.